# Fonction de demande hicksienne
En microéconomie, un consommateur de demande hicksienne est la demande d'un consommateur sur un ensemble de biens qui réduit au minimum leurs dépenses tout en offrant un niveau fixe d'utilité. La correspondance est une fonction, elle est appelée la fonction de demande hicksienne, ou fonction de demande de compensation. Elle est nommée d'après John Hicks: 

{\displaystyle h(p,{\bar {u}})=\arg \min _{x}\sum _{i}p_{i}x_{i}}
{\displaystyle {\rm {sujet~de}}\ \ u(x)\geq {\bar {u}}}
où  h ( p, u) est la fonction de demande hicksienne ou le bénéfice des produits exigé au niveau de l'utilitaire et du niveau de prix  p {\displaystyle {\bar {u}}}. Ici  p est un vecteur de prix, et  X est un vecteur de quantités exigées pour que la somme de tous les  p i  x i soit le total des charges sur les produits  X.